# Rhabdomastix loewi
Rhabdomastix loewi är en tvåvingeart som beskrevs av Jaroslav Stary 2003. Rhabdomastix loewi ingår i släktet Rhabdomastix och familjen småharkrankar. Inga underarter finns listade i Catalogue of Life.